# 中国共产党第七届中央委员会第五次全体会议
中国共产党第七届中央委员会第五次会议，又称中共七届五中全会，是指中国共产党在1955年4月4日在北京召开的一次全体会议。
会议批准通过了《关于中华人民共和国发展国民经济的第一个五年计划草案的决议》、《关于高岗、饶漱石反党联盟的决议》、《关于成立党的中央和地方监察委员会的决》三项决议，选出的中央监察委员会的人选。全会还补选了林彪、邓小平为中央政治局委员。